# Рокасовский, Платон Иванович
Барон Плато́н Ива́нович Рокасо́вский (1800, Рига, Российская империя — 1869, Ницца, Франция) — русский военный и государственный деятель, генерал от инфантерии.

## Биография
Происходил из польских дворян Городокского уезда Витебской губернии.
Дата рождения точно не известна, в разных источниках называются следующие даты: 1797 год (формулярный список), 18 ноября 1797 (списки Мурзанова), 1799—1800 год («Русский биографический словарь» Половцова), 3 января 1800 (надгробие в Ницце), 20 января 1800 года (справочник Шилова—Кузьмина). Отец — Иван Никитич Рокасовский (1762—1826), полковник Козловского пехотного полка, отставной бригадир; мать — Шарлотта, урождённая фон Альбедиль (ум. после 1800 г.).
Получив домашнее воспитание, был определён 3 января 1811 года в число сверхкомплектных воспитанников института Корпуса инженеров путей сообщений. Отлично выдержав выпускной экзамен, Рокасовский был, 17 июля 1812 года, произведён в прапорщики, имея всего 15 лет от роду, при чём был оставлен при Институте, для дальнейшего образования, в офицерских классах; уже 1 сентября 1814 он был произведён, по экзамену, в подпоручики, а затем, 16 июня 1815 года, окончив полный курс наук Института, был произведён в поручики с оставлением репетитором Института и с причислением в резерв. Через год, 3 июня 1816 года, он был переведён в Свиту Его Императорского Величества по квартирмейстерской части (Генеральный штаб); 30 августа 1818 года был произведён в штабс-капитаны, после чего был отправлен на географическую съёмку Петербургской губернии и за успешные и ревностные труды по этому поручению был награждён, 21 апреля 1823 года, орденом Св. Владимира 4-й степени, незадолго пред этим будучи произведён в капитаны (18.04.1821). Продолжая съёмку губернии, Рокасовский был в 1824 году назначен состоящим при 3-м отделении Военно-топографического депо; 29 марта 1826 года произведён в полковники, а 11 января 1827 года назначен начальником топографической съёмки Гродненской губернии и в том же году, 27 июня, перечислен в Генеральный Штаб.
Возникшая вскоре война с Турцией вызвала Рокасовского на боевое поприще: он был произведён 14 апреля 1829 г. в полковники и командирован во 2-ю Турецкую армию с которой принял участие в осаде Силистрии, а затем в последовавшем 30 мая 1829 г. сражении при Кулевчи, в котором был разбит неприятельский корпус. При движении 2-й армии к Шумле Рокасовскому, командированному 6 сентября 1829 г. исправлять должность обер-квартирмейстера 3-го пехотного корпуса, поручено было сделать съёмку реки Камчика (3 октября 1829 г.), а затем он участвовал в переходе нашей армии чрез Балканы, в делах при Ямболи и при Сливне и в занятии г. Адрианополя. Награждённый, за храбрость в военных действиях против Турок, орденом св. Анны 2-й степени (22 сентября 1829 г.), а затем и короной на этот орден (6 декабря того же года), Рокасовский был отправлен, 13 февраля 1830 г., по делам службы в Петербург, после чего состоялось (24 мая 1830 г.) его назначение в Отдельный Кавказский Корпус.
На Кавказе Рокасовский одно время находился при генерале от кавалерии Эммануэле, участвовал в различных военных делах против абадзехов, а также в сражении с ними 13 октября того же 1830 г. при р. Псекупсе, за каковое удостоился ордена св. Владимира 3-й степени, а затем был назначен (7 ноября 1830 г.) исправляющим должность обер-квартирмейстера Отдельного Кавказского корпуса (утверждён в этой должности 7 января 1831 г.). Рокасовский участвовал также, вместе с фельдмаршалом Паскевичем, в экспедиции на Кубань, в землю шапсугов, при наказании их за непокорность и неприязненные действия и при разорении их аулов, в деле в Афинском ущелье, неоднократно отражал горцев при движении нашей колонны от верховьев р. Азюпса, при переправе чрез р. Хабль, в деле при Абинском ущелье, при отражении горцев, засевших в аулах Кузнит и Аббат-Ахмет, и при обратном следовании к Пшебскому укреплению. За этот поход Рокасовский был награждён 5 сентября 1831 г. орденом св. Владимира 3-й степени. Равным образом Рокасовский находился в экспедиции к г. Дербенту (с 30 сентября по ноябрь 1831 г.), предпринятой для усмирения Табасарганских и Каракайдакских мятежников. В походе в Шамхальские владения Рокасовский также принял деятельное участие, особенно при разбитии у Эрпели прорвавшихся в числе 10 тысяч человек горцев, под начальством известного Умалата-бека, главного помощника Казы-Муллы. В том же 1831 г. он был назначен комиссаром по проведению в Азиатской Турции новой границы Российской империи с Оттоманской империей. В следующем, 1832 году П. И. Рокасовский командовал отрядом наших войск, собранных под начальством генерала Карпова у Царских Колодцев, для охранения нашей линии от набегов горцев Дагестана, и действовал по направлению к крепости Новые Закаталы, особенно при сел. Муханаке, усмирял возмутившихся жителей Джарской области, рассеял и изгнал скопища мятежного Гамзат-бека и занял селение Али-Абад.
За действия на Кавказе Рокасовский удостоился, 19 ноября 1832 г., Высочайшего благоволения, а также 28 июня 1833 г. золотой шпаги с надписью «За храбрость» (за Дагестанскую экспедицию 1832 г.) и ордена св. Станислава 2-й степени со звездой (4 октября 1833 г.). Несколько ранее этого, 22 августа 1832 г., состоялось назначение его в Николаевскую Академию Генерального Штаба для начальствования над образуемыми в ней офицерами. Но обязанность эту Рокасовский исполнял весьма недолго: уже через год, 28 сентября 1833 г., он был назначен исправляющим должность Начальника Штаба Отдельного Оренбургского корпуса, причём, однако, был оставлен в Петербурге до 1834 г. — для выяснения вопросов о Российских границах в Азиатской Турции. Покончив с делом о разграничении, Рокасовский отправился к месту нового своего служения и уже 6 января 1835 г. был утверждён в должности, а 15 июня 1835 г. — награждён бриллиантовым перстнем с изображением вензеля Его Величества и произведён 6 декабря 1836 г. в генерал-майоры. Неоднократно Рокасовский управлял обширным краем за отсутствием генерал-губернатора, не раз отъезжавшего в Петербург, и 6 декабря 1840 г. получил орден св. Станислава 1-й степени. 11 декабря 1840 г. Рокасовский был удостоен ордена св. Георгия 4-й степени за беспорочную выслугу 25 лет в офицерских чинах.
2 марта 1842 г. он был назначен управляющим Провиантским департаментом Военного министерства, а затем, 10 октября 1843 г., утверждён в должности генерал-провиантмейстера. Ревностное и успешное отправление этой, совершенно новой для него обязанности доставило Рокасовскому новые Высочайшие награды, среди которых был и орден св. Анны 1-й степени (26 мая 1844 г., императорская корону на этот орден получена 7 апреля 1846 г.) и чин генерал-лейтенанта (23 марта 1847 г.), после чего вскоре он был призван к совершенно иной деятельности.

## Генерал-губернатор
В последние годы управления Финляндией князя А. С. Меншикова возникла получившая в 1848 г. осуществление мысль об отделении гражданского управления этой окраиной от военного и, поручив последнее Н. Н. Муравьёву, возложить первое на П. И. Рокасовского, который 18 января 1848 года и был назначен помощником Финляндского генерал-губернатора, а 23 октября того же года назначен сенатором. Но Муравьёв был вскоре перемещён на Кавказ, — и общее управление этою окраиной, после непродолжительного заведования ею помощником генерал-губернатора Рокасовским, было возложено, 7 декабря 1854 года, на графа Ф. Ф. Берга, Рокасовский же 6 декабря 1854 г. был назначен членом Государственного совета, успев в кратковременное своё управление Финляндией приобрести расположение финляндцев, особенно дворян, своим прямым и честным характером, добротою и необыкновенным спокойствием. При прощании ему был поднесён благодарственный адрес, а кроме того Финляндский Сенат просил оставить его в числе финских граждан и возвести в звание барона.
Именным Высочайшим указом, от 30 декабря 1854 / 11 января 1855 года, член Государственного Совета, генерал-лейтенант Платон Иванович Рокасовский возведён, с нисходящим его потомством, в баронское достоинство Великого Княжества Финляндского. Род его внесён, 14 / 26 августа 1855 года, в матрикул Рыцарского Дома Великого Княжества Финляндского, в число родов баронских, под № 37. Во время Крымской войны Рокасовский с 7 марта до 28 октября 1854 командовал войсками, назначенными для охраны побережья Балтийского моря.
В Государственном Совете он заседал сначала в Военном Департаменте, а затем, с 20 марта 1858 г., — в Департаменте духовных и гражданских дел. Он недолго оставался, однако, в стороне от финляндских дел, так как с учреждением, 27 марта 1857 г., особого Комитета по Финляндским делам, Рокасовский, как уже знакомый с положением Финляндии и с делами, в ней возникающими, был, 3 мая 1857 г., назначен членом означенного Комитета, придуманного бывшим в то время статс-секретарём по Финляндским делам графом Армфельтом для более успешной борьбы с генерал-губернатором графом Бергом, пользовавшимся тогда доверием Государя, но не любимого финляндцами за его взгляды и соответственные им распоряжения. Финляндия в то время уже начинала возрождаться к новой жизни и к новому политическому строю; был возбуждён вопрос о созыве первого сейма для решения многих вопросов, по которым, согласно основным законам края, требовалось согласие земских чинов. Различные политические условия того времени не позволяли созвать сейм, и предположено было созвать особую Комиссию выборных для рассмотрения означенных вопросов. Рокасовский, как член Финляндского Комитета, находил, что подобная Комиссия не удовлетворит финляндское общество. Приписывая постигшую неудачу в отношении созыва сейма влиянию графа Берга, финляндские деятели более, чем когда-либо, стали действовать против своего генерал-губернатора, совершенно чуждого сеймовых симпатий, и в то же время расхваливали Рокасовского и намечали его всячески преемником графа Берга. Последний в скором времени (в конце 1861 г.) был отозван и позднее назначен Наместником в Варшаву для усмирения вспыхнувшего в Царстве Польском мятежа, а на его место в Финляндию был назначен опять (8 ноября 1861 г.) барон Рокасовский, произведённый 8 сентября 1859 г. в генералы от инфантерии и удостоенный ранее орденов: св. Владимира 2-й степени (19 апреля 1850 г.), Белого Орла (9 февраля 1854 г.) и св. Александра Невского (17 апреля 1858 г.).
Как власть правительственная, барон Рокасовский уступал графу Бергу, но за то был удобнее его в роли первого начальника края в период предпринятых тогда разного рода реформ. Прибыв в Гельсингфорс 11 декабря 1861 г., Рокасовский был встречен с большим восторгом, темь более, что он уже имел возможность возвестить о предстоявшем в скором времени созыве Сейма. По своим внутренним качествам и по своему обхождению это был истый джентльмен, с весьма основательным военным образованием соединявший большую начитанность и в других областях знаний. Он свободно объяснялся на иностранных языках — немецком, французском, английском, владея также хорошо и польским. Он обладал качествами любезного хозяина, и дом его был очень гостеприимен; около него в Гельсингфорсе группировалась аристократия ума; в доме его устанавливались более частные отношения и знакомства. Наступившее 11 июля 1862 г. 50-летие служебной деятельности его было награждено Всемилостивейшим рескриптом и, кроме того, алмазными знаками к ордену св. Александра Невского. Сверх того, финляндцы почтили его обедом, не имевшим характера обыкновенных официальных обедов. При начавшихся приготовлениях к Сейму барон Рокасовский вёл дело с большим тактом, хотя, при возбуждённом настроении общества, и опасался последствий от агитации, которая велась против выборных членов Комиссии, с 1860 года занимавшейся подготовкою и рассмотрением вопросов, подлежавших обсуждению предстоявшего Сейма. В то же время он принимал меры к облегчению финляндцев от страшного голода, постигшего край в 1862—1863 гг., и в то же время устроил подписку среди финляндцев в пользу погорельцев г. Петербурга, потерпевших от сильных пожаров, бывших в столице в 1862 г. При нём же была открыта железная дорога от Гельсингфорса в Тавастгус.
Вскоре прибыл в Гельсингфорс император Александр II, пожелавший лично открыть первый Финляндский Сейм в 1863 г. При этом Рокасовский имел счастье сопровождать Государя в его поездке в Тавастгус и в лагерь Паро-Сальми, где был произведён смотр войскам. Его Величество осматривал также работы по усилению обороны Свеаборга, остался очень доволен скоростью исполнения работ и прочностью их, а также успешностью вооружения крепости и прекрасным состоянием войск. Рокасовский удостоился, 17 июня 1863 г., искренней признательности Его Величества, а 19 апреля 1864 г. был награждён орденом св. Владимира 1-й степени с мечами; перед тем, 7 сентября 1863 г., он был зачислен в стрелковый батальон Лейб-гвардии Финляндского полка, 18 августа 1864 г. назначен членом Комитета о раненых и 2 декабря 1864 г. зачислен в списки Генерального Штаба. Сочувствуя учреждению Сейма, Рокасовский не упускал сообщать Его Величеству о занятиях и настроении Сейма, ходатайствовал о продлении Сейма (на что и последовало Высочайшее соизволение), а также о предоставлении ему лично разрешения давать прямо от себя надлежащие наставления Главному Центральному Управлению и тем начальствам, коим подведомы местные газетные цензора, чтобы газеты не имели возможности неосновательными и вводящими в заблуждение рассуждениями противодействовать правильному и спокойному производству дел на Сейме. Являясь защитником Сейма, Рокасовский очень заботился об упорядочении печати; он возбудил вопрос об ассигновании 4000 руб. для содержания официального публициста, который бы опровергал ложные известия, сообщаемые в Финляндии в печати и на словах. Тем не менее, Рокасовский зорко следил за проявлениями Финляндского сепаратизма и всегда противодействовал этому направлению, ярко проявившемуся одновременно с созывом Сейма. Так, в 1863 г. он просил барона Армфельта оставить без доклада ходатайство обывателей г. Николайштадта (так был переименован г. Ваза, после пожара в 1855 году, в честь императора Николая I, пожертвовавшего не малую сумму на погорельцев) об обратном переименовании их города в г. Вазу. Он не разрешил подписки на сооружение памятника в воспоминание неудачного для нас сражения при Паросальми в 1789 г., как совершенно неуместной. Когда же, в 1864 г., была отпразднована, без его, конечно, ведома, годовщина поражения русских войск у Лаппо в войну 1808 г., он писал Вазаскому губернатору, что такое празднование неуместно и не должно быть допущено, и предлагал впредь не допускать печатания в местных ведомостях статей в каком бы то ни было отношении враждебных русским.
При обсуждении ходатайства финляндцев о том, чтобы не считать в Финляндии обязательным приём российских кредитных билетов, один Рокасовский явился противником этого ходатайства, находя, что таковое, вместо вящего сближения Финляндии с Россиею, будет более и более отделять её от империи. Это ходатайство было тогда отклонено императором, при чём было повелено обсудить вопрос, не лучше ли ввести меньшую монетную единицу в крае, хотя в отзыве Рокасовского вовсе не упоминалось ни о новой монетной единице, ни о чеканке монеты. Сенат не замедлил высказаться за введение в Финляндии золотой валюты, на что изъявил согласие русский министр финансов А. М. Княжевич. Барон Рокасовский не замедлил просить его не соглашаться на подобное представление, указывал ему на неуместную его уступчивость и т. д., но Княжевич, ответив, что он «калиф на час», остался при своём согласии. Рокасовский возражал также и против желания Сената чеканить в Финляндии серебряную монету, подтверждал ненадёжность денежного положения Финляндии и отказывался входить в рассмотрение вопросов, касавшихся, по его словам, финансовых и политических отношений собственно империи. Такие взгляды, конечно, не могли снискать Рокасовскому расположения финляндцев, среди которых усиленно распространялось в то время учение о самостоятельности Финляндского государства и стремление к сепаратизму; вскоре началась сильная агитация против него, особенно когда Рокасовский в 1864 г. решился представить лично Государю конфиденциальную записку по поводу составленного Сенатом, совсем помимо его, проекта преобразования Финляндского Сената, главною целью которого являлось лишение генерал-губернатора всякого нравственного влияния на дела управления краем.
Нерасположение к Рокасовскому ещё более усилилось, когда в 1865 г. зашла речь о составлении нового Уложения для Финляндии и состоялся особый доклад об этом Его Величеству в присутствии князя Горчакова, графа Блудова и графа Армфельта. Рокасовский, также присутствовавший при этом, прямо высказал, что составленный проект Уложения ничто иное, как новая Конституция Финляндии, и что если этот проект удостоится утверждения, то, конечно, не он наложит руку на достоинство России. Проект не удостоился Высочайшего утверждения. При выходе из заседания, граф Армфельт обратился к нему со словами: «Eh bien, géneral, vous partez et moi je reste; nous verrons: rira bien qui rira le derniere». Рокасовскому не трудно было догадаться, что ему скоро придётся оставить занимаемую им должность. Его противодействие упомянутому проекту Уложения до крайности озлобило против него всех влиятельных финляндцев; они не скупились взводить на него всякого рода обвинения. 20 апреля 1866 г. (по данным Половцова — 4 мая) он, действительно, был уволен от должности Финляндского генерал-губернатора и командующего войсками Финляндского военного округа с оставлением в звании члена Государственного Совета; преемником его был назначен граф Н. В. Адлерберг.
Барон Рокасовский пал жертвою своего патриотизма; как ни дороги были для него интересы финляндцев и правильное развитие и благоденствие края, он не решался желать этого в ущерб интересам империи и всегда противодействовал разным испрошенным для финляндцев уступкам, даже и незначительным, но которые довершили впоследствии отделение Финляндии от империи. Он открывал власти глаза и указывал на истинные стремления финляндцев, и этим сделался им неугоден. Нельзя не упомянуть также, что Рокасовский исходатайствовал в 1864 г. пособие от казны на постройку первой русской школы в Финляндии с двумя отделениями — для мальчиков и девочек, а также содействовал учреждению в Гельсингфорсе собрания военнослужащих и выдаче ему ежегодного пособия. Кроме того, он содействовал сооружению в Гельсингфорсе Русского каменного театра и отпускал ему ежегодные пособия.
Для поддержания своего здоровья (Рокасовский страдал болезнью печени) обыкновенно уезжал летом за границу — в Карлсбад и Киссинген — и в одну из таких поездок в 1869 году он скончался в Ницце — 19 марта от апоплексического удара. Похоронен в Ницце на русском кладбище Кокад.

## Семья
Первая жена — Прасковья (Шарлотта) Богдановна фон Будберг-Бенингхаузен (10.04.1812—29.09.1839), дочь  эстляндского гражданского губернатора барона Б. В. фон Будберга. Скончалась в Дрездене. Их дети — Алексей (1836) и Елизавета (1837—1913; фрейлина двора).
Вторая жена (с 1842) — Александра Васильевна Кузьминская (1814—30.06.1896), дочь генерал-майора Василия Ивановича Кузьминского. По словам внука, баронесса Рокасовская, «представительная старая вдова, играла в карты каждую ночь до самого рассвета. Она и её дочь, имели квартиру на Фонтанке, напротив Аничкова дворца». Умерла в Петергофе от рака кишечника. В браке имела сыновей: Платона (1843—1876), Александра (1847—1918), Владимира (1851—1911; тамбовский губернатор) и Алексея (1853), и  дочерей —  Ольгу (1841; фрейлина), Александру (1850) и Веру (1851—1929).